# Zona desmilitaritzada (frontera)

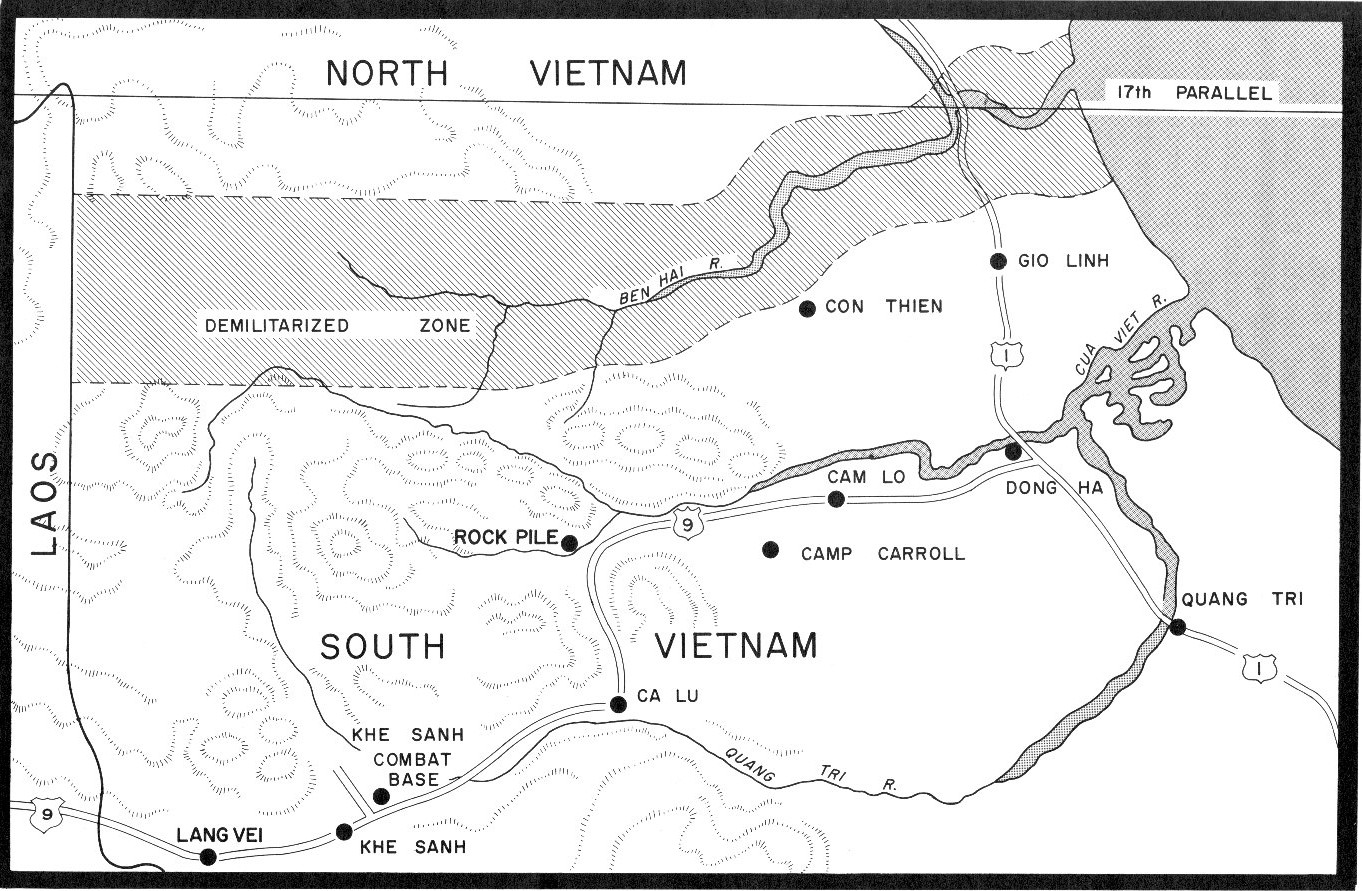
La zona desmilitaritzada del Vietnam separava Vietnam del Nord i Vietnam del Sud.

Una zona desmilitaritzada en termes militars (les sigles en anglès són: DMZ) és una zona, normalment una frontera entre dos o més forces militars (o aliànces), on no està permesa l'activitat militar, normalment establerta per un tractat de pau, armistici o altres acords bilaterals o multilaterals. Sovint la zona desmilitaritzada es troba sobre una línia de control i forma de facto una frontera internacional.
Per causa que són perilloses les construccions i l'activitat humana és mínima moltes d'aquestes zones s'han convertit involuntàriament en reserva de vida salvatge.

## Zones desmilitaritzades actuals
- Illes Åland - La Convenció d'Åland de 1921, celebrada arran d'una decisió de la Societat de Nacions en resposta a la Crisi d'Åland, ordena que el govern finlandès mantingui el territori com a zona desmilitaritzada.
- Illa Martín García - El Tractat de Límits del Riu de la Plata de 1973 entre Argentina i Uruguai va establir que l'illa romandria sota sobirania argentina però només podria ser utilitzada com a reserva natural de flora i fauna.
- Antàrtida - El Tractat Antàrtic prohibeix l'activitat militar a l'Antàrtida, com "l'establiment de bases i fortificacions militars, la realització de maniobres militars, així com les proves de qualsevol tipus d'armes". No obstant això, el Tractat preveu la "utilització de personal o equips militars per a la investigació científica o per a qualsevol altre fi pacífic".[2]
- Tanca fronterera de Ceuta i de Melilla - Hi ha una zona desmilitaritzada de facto entre els territoris espanyols de Ceuta i Melilla i el Marroc. Les autoritats espanyoles i marroquines han construït tanques perimetrals al voltant de les dues ciutats, creant una zona desmilitaritzada entre les tanques espanyola i marroquina.
- Zona de Seguretat de la Vall del Dniéster - Creada per l'acord d'alto el foc que va posar fi a la Guerra de Transnístria, la missió de manteniment de la pau de la Comissió Mixta de Control vigila una zona desmilitaritzada que delimita aproximadament el Dnièster entre Moldàvia i Transnístria.
- Zona de seguretat terrestre - Es va crear una zona desmilitaritzada de 5 quilòmetres d'ample entre Sèrbia i Kosovo en virtut de l'Acord de Kumanovo després de la Guerra de Kosovo.
- Zona de desmilitarització de l'acord d'Idlib - Una zona desmilitaritzada de 15 km, creada per acord entre el govern rus i el turc, que separa l'últim gran bastió dels rebels sirians de la zona controlada pel govern sirià al mig de la Guerra Civil Síria.[3]
- Zona desmilitaritzada de Corea - L'Acord d'Armistici de Corea va crear una zona desmilitaritzada de 4 km d'ample entre Corea del Nord i Corea del Sud després de la Guerra de Corea.[4] Actualment és una de les zones més militaritzades del món malgrat el seu nom.[5]
- Barrera Kuwait-Iraq - El Consell de Seguretat de les Nacions Unides va aprovar la creació d'una zona desmilitaritzada entre l'Iraq i Kuwait en la Resolució 689 després de la Guerra del Golf Pèrsic. Encara que la zona desmilitaritzada ja no és un mandat del Consell, segueix existint.
- Temple de Preah Vihear - eL Tribunal Internacional de Justícia havia ordenat la creació d'una "zona desmilitaritzada provisional" al voltant del temple, la propietat del qual era reclamada tant per Cambodja com Tailàndia.[6]
- Península del Sinaí - El Tractat de Pau entre Egipte i Israel estableix un límit a la quantitat de tropes que Egipte pot desplegar a la Península del Sinaí. Algunes parts de la península estan desmilitaritzades en diversos graus, especialment a 20-40 quilòmetres d'Israel. Israel també va acordar limitar les seves forces a menys de 3 quilòmetres de la frontera egípcia.[7] Les zones estan vigilades per la Força Multinacional de Pau i Observadors.[8] A causa de la insurgència al Sinaí, totes les parts van acordar i van animar a Egipte a enviar grans quantitats de forces militars a la zona, inclosos tancs i helicòpters, per lluitar contra els grups islamistes.[9][10][11][12]

- Svalbard - El Tractat de Svalbard de 1920, que reconeixia la sobirania noruega sobre el territori, designava la zona com desmilitaritzada.[13]
- Sudan - Una zona desmilitaritzada de 10 km al llarg de la frontera entre el Sudan i el Sudan del Sud.[14][15]
- Línia Verda de Xipre - El Consell de Seguretat de les Nacions Unides va crear una Zona coixí que separa l'autoproclamada República Turca de Xipre del Nord, no reconeguda internacionalment, de la República de Xipre. Va ser autoritzada per la Resolució 186 i és patrullada per la Força de les Nacions Unides pel Manteniment de la Pau a Xipre.
- Zona de la Força de les Nacions Unides d'Observació de la Separació - El Consell de Seguretat de les Nacions Unides va aprovar la creació d'una zona desmilitaritzada en una part del territori ocupat per Israel dels Alts del Golan a Síria en la Resolució 350 després de la guerra del Yom Kippur. La zona està vigilada per la Força de les Nacions Unides d'Observació de la Separació.
- Força Provisional de les Nacions Unides per al Líban - Creada per les Nacions Unides amb l'adopció de les resolucions 425 i 426 del Consell de Seguretat, per confirmar la retirada israeliana del Líban, que Israel havia envaït el 1978, per restablir la pau i la seguretat internacionals, i ajudar al Govern de Líban a restaurar la seva autoritat efectiva a la zona.[16]

## Antigues zones desmilitaritzades
- Es va establir un territori neutral entre el territori britànic d'ultramar de Gibraltar i Espanya després del final del setge de 1727. Una franja de terra de 600 toises (uns 1,2 km de llarg, més de dos canons de distància entre les armes britàniques i espanyoles, es va dir "el sòl neutral" i es va mostrar com a tal en mapes més antics. En 1908, els britànics van construir una tanca en una porció que es deia que era la meitat britànica del territori neutral. Espanya no reconeix la sobirania britànica sobre l'istme (inclosa la frontera), afirmant que és sòl espanyol. Encara que tant el Regne Unit com Espanya solien formar part de la Unió Europea (abans de la sortida del Regne Unit), la frontera era una frontera internacional de facto amb controls duaners i immigració; Espanya no la reconeix formalment com una "frontera", referint-se a ella com una "tanca". Qualsevol que sigui el seu nom, Gibraltar va optar per sortir de la Unió Duanera de la Unió Europea i no forma part de l'espai Schengen; la frontera està oberta les 24 hores del dia, amb drets de duana pagables sobre les mercaderies designades que entren a Espanya o Gibraltar.
- Renània: El tractat de Versalles va designar a Renània com una zona desmilitaritzada després de la Primera Guerra Mundial, prohibint a la República de Weimar desplegar allí les seves forces armades. Va ser reocupada i remilitaritzada en 1936 per l'Alemanya nazi en violació dels tractats internacionals.
- Zona neutral saudita-iraquiana: El protocol de Uqair va establir una zona desmilitaritzada entre el Sultanat de Néyed i el Regne de l'Iraq, que en aquest moment era un mandat de la Societat de Nacions administrat per l'Imperi britànic. Néyed va ser posteriorment incorporat al Regne d'Aràbia Saudita. La zona va ser dividida en 1981, però el tractat no va ser presentat davant les Nacions Unides. La zona va ser finalment abolida oficialment durant la guerra del Golf, quan l'Iraq i Aràbia Saudita van cancel·lar tots els acords internacionals entre si.
- Zona neutral saudita-kuwaitià: El protocol de Uqair va establir una zona neutral entre el sultanat de Néyed i el protectorat britànic de Kuwait en 1922. Va ser dividida de mutu acord en 1970.
- Israel i Egipte: Després de la guerra arabo-israeliana de 1948, una ZDM (la zona de El Auja) va ser creada pels Acords d'Armistici de 1949 entre Israel i Egipte.
- Israel i Jordània: 
  - L'enclavament israelià i l'àrea jordana en el mont Scopus van ser designats com ZDM.
  - L'àrea al voltant del sortint de Latrun.
- Israel i Síria: Després de la guerra arabo-israeliana de 1948, tres ZDM van ser creades pels Acords d'Armistici de 1949 entre Israel i Síria.[17]
- la Xina: L'Exèrcit Imperial Japonès va conquistar Manxúria entre setembre de 1931 i febrer de 1932, quan van proclamar a la regió l'estat titella de Manxukuo. El maig de 1933 va concloure la treva de Tanggu entre la Xina i el Japó, establint una zona desmilitaritzada entre Manxukuo i la Xina. En 1937 el Japó va violar aquesta treva amb una invasió de la resta de la Xina. En 1945, després de la caiguda de l'Imperi japonès al final del teatre Àsia-Pacífic de la Segona Guerra Mundial, Manxúria va ser reincorporada a la Xina.
- Zona desmilitaritzada de Vietnam: La zona desmilitaritzada entre Vietnam del Nord i Vietnam del Sud es va establir el juliol de 1954 com a resultat de la Conferència de Ginebra que va posar fi a la guerra entre el Viet Minh i França. La ZDM al Vietnam es va situar oficialment en el paral·lel 17 i va acabar en 1976; en realitat, es va estendre uns 2 km a banda i banda del riu Bḥn Hḥi i d'oest a est des de la frontera de Laos fins al mar de la Xina Meridional.
- Noruega i Suècia van establir una zona desmilitaritzada d'1 km (1.100 iardes) a cada costat de la seva frontera després de la dissolució de la Unió entre Suècia i Noruega en 1905. La zona va ser abolida de mutu acord en 1993.
- Zona de distensió del Caguán: Entre 1999 i 2002 es va establir una zona desmilitaritzada en el sud de Colòmbia, durant el fallit procés de pau en el qual van participar el govern d'Andrés Pastrana i les Forces Armades Revolucionàries de Colòmbia - Exèrcit del Poble (FARC-EP).
- Cinturó de seguretat en el nord de Síria: Una zona desmilitaritzada de 115 km en el nord de Síria al llarg de parts de la frontera entre Síria i Turquia. Va ser establert entre Turquia i els Estats Units, tots dos aliats de la OTAN, durant la guerra civil siriana per a evitar enfrontaments entre les forces kurdes i turques.[18] La ZDM va col·lapsar a l'octubre de 2019, després que Turquia desestimés l'acord i els Estats Units ordenés la retirada de les forces estatunidenques del nord de Síria, permetent que l'ofensiva turca de 2019 en el nord-est de Síria continués.[19]